# Lista över namn på bröllopsdagar
Bröllopsdag är det datum på året som sammanfaller med dagen då någon gifter sig. I många kulturer förekommer det traditionellt att vissa bröllopsdagar associeras med specifika material eller gåvor i ett visst material och dessa bröllopsdagar har därför fått namn efter detta, som "guldbröllop", som firas när paret varit gift i 50 år. 
I mer modern tid har en rad benämningar, med oklart ursprung, för andra bröllopsdagar skapats. Dessa benämningar kan variera, vilket kan förklaras av att de har skapats vid olika tillfällen, i olika delar av världen, och att listor med dessa namn förvanskats eller kastats om, när de har spridits. Det förekommer även dubbleringar: samma symbol kan förknippas med flera jubileumsårtal.
Det finns ingen officiell lista – men vissa material och bröllopsdagar har en större kulturell spridning än andra.

## Historia
Det historiska ursprunget att associera bröllopsdagar med ett visst material är känt sedan Romarriket, då den äkta mannen skulle kröna sin fru med en silverkrans på deras tjugofemårsdag, eller vicennalia, och med en guldkrans på deras femtioårsdag.

## Traditioner i olika länder

### Sverige
I Sverige har det länge varit tradition att bröllopsdagen efter 25 år kallats silverbröllop och bröllopsdagen efter 50 år kallats guldbröllop. Guldbröllop firades redan på 1700-talet.[källa behövs] Då gjorde man det i form av en förnyad vigsel i kyrkan.
I slutet 1800-talet och början 1900-talet[källa behövs] spred sig i Sverige traditionen att mannen skulle ge hustrun en gåva av samma slag som var jubileumsårets symbol. Något senare blev det stundom så att även hustrun gav sin man något som påminde om jubileumsårets symbol.
Det finns ingen officiell, av någon myndighet eller kunglig akademi fastslagen lista med dessa benämningar.

### USA
Ursprunget till dagens amerikanska lista härstammar från 1937. Innan dessa fanns det bara gåvor, eller material, kopplade till det första, femte, tionde, femtonde, tjugonde, tjugofemte, femtionde och sjuttiofemte jubileet. År 1937 skapade juvelerarnas branschorganisation American National Retail Jeweler Association en utökad lista som kopplade gåvor till alla år upp till 25-årsjubileet och därefter för vart femte år.

### Finland
Den första uppgiften om ett guldbröllop som firats i Finland är från år 1755 i Helsingfors, men mer allmänt blev firandet först på 1800-talet. I pressen uppmärksammades bröllopsjubileer för bemärkta personer, t.ex. Johan Ludvig Runeberg och Fredrika Runebergs silverbröllopsdag som fick en helsidesartikel i Helsingfors tidningar 26 januari 1856. Inte bara de högre samhällsklasserna aviserade sitt bröllopsfirande i tidningarna utan också "vanligt folk". Jubileerna firades tidigare stort med hela nejden eller ett stort antal inbjudna. Från senare delen av 1900-talet firas bröllopsjubileum främst inom familjen eller på resa på tu man hand. I pressen ses fortsättningsvis familjenotiser om framför allt silver-, guld- och diamantbröllop.

## Lista med material/namn på bröllopsdagar
| Antal år som gifta | Material i Sverige  | Traditionellt i UK   | Traditionellt i US |
| ------------------ | ------------------- | -------------------- | ------------------ |
| 1                  | Bomull              | Bomull               | Papper             |
| 2                  | Papper              | Papper               | Bomull             |
| 3                  | Läder               | Läder                | Läder              |
| 4                  | Blomster, Frukt     | Frukt, Blommor       | Linne, Silke       |
| 5                  | Trä                 | Trä                  | Trä                |
| 6                  | Järn                | Socker               | Järn               |
| 7                  | Koppar              | Ylle                 | Ylle, Koppar       |
| 8                  | Brons               | Salt                 | Brons              |
| 9                  | Linne, Pil, Keramik | Koppar               | Keramik            |
| 10                 | Tenn, Aluminium     | Tenn                 | Tenn, Aluminium    |
| 11                 | Stål                |                      | Stål               |
| 12                 | Siden, Silke        | Silke och fint linne | Silke              |
| 12 ½               | Koppar              |                      |                    |
| 13                 | Spets               |                      |                    |
| 14                 | Elfenben            | Elfenben             |                    |
| 15                 | Kristall            | Kristall             | Kristall           |
| 20                 | Porslin             | Porslin              | Porslin            |
| 25                 | Silver              |                      |                    |
| 30                 | Pärla               | Pärla                | Pärla              |
| 35                 | Korall              | Korall               | Korall eller jade  |
| 40                 | Rubin               | Rubin                | Rubin              |
| 45                 | Safir               | Safir                | Safir              |
| 50                 | Guld                | Guld                 | Guld               |
| 55                 | Smaragd             | Smaragd              | Smaragd            |
| 60                 | Diamant             | Diamant              | (Gul) Diamant      |
| 65                 | Krondiamant         | Blå safir            |                    |
| 70                 | Järn                | Platina              |                    |
| 75                 | Järn, diamant       | Diamant, Guld        |                    |
| 80                 | Platina             | Ek                   |                    |
| 85                 | Månsten, Vin        | Vin                  | Månsten            |
| 90                 | Sten                |                      | Sten               |